# Sidi Moussa Majdoub
Sidi Moussa Majdoub  (in arabo سيدي موسى المجدوب‎?) è un centro abitato e comune rurale del Marocco situato nella prefettura di Mohammedia, regione di Casablanca-Settat. Conta una popolazione di 20 330 abitanti (censimento 2014).